# 走者 (中世)
走者（はしりもの）とは、中世において領主の支配から逃亡した者を指す。『日葡辞書』には「Faxirimono:主君への奉公をやめて逃走したもの」と定義している。他に「逃散人」・「出百姓」などの表現も用いられた。

## 概要
中世において、逃亡・逃散した者は元の領主の下に返されるのが原則であったが、一律に適用されたわけではなく、下人に関しては無条件で返還されたが、百姓身分の者のうち逃亡先の領主に年貢を納める者はそのまま居留することが認められていた。これは『御成敗式目』42条にも示された伝統的な考え方であった。
だが、戦国時代後期から豊臣政権にかけて、領主側の土地・領民支配が強化される過程で、百姓に対する人返しや村に残された親族に対する連座が行われるようになった。こうした中で『長宗我部氏掟書』などの分国法・藩法によって、逃亡・逃散・欠落を厳しく制約するようになっていくことになった。